# ウーイド

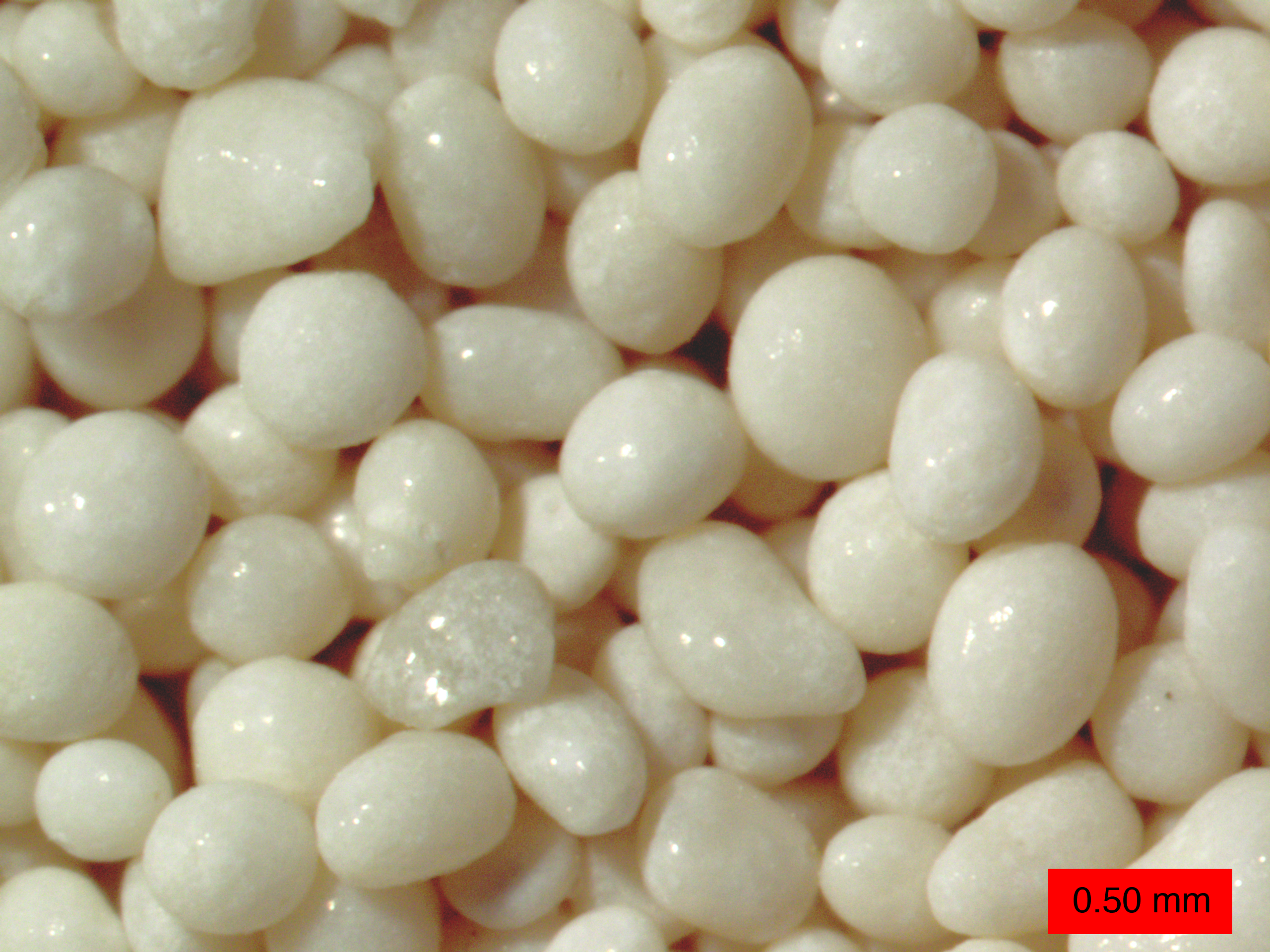
バハマ産ウーイド

ウーイド（英：ooid）または魚卵石（ぎょらんせき）は、顕生代において普遍的な、炭酸塩岩を構成する被覆粒子の一つ。浅海域において化学的過程を経て海水から生成される。核およびそれを取り囲む同心円状の殻により構築されている、直径2ミリメートル以下の粒子である。
かつてはウーライト（英：Oolite）とも呼称されていたが、混乱を避けるため2004年時点でウーライトは岩石（堆積岩）であるウーライトを指す用語として扱われている。

## 構造

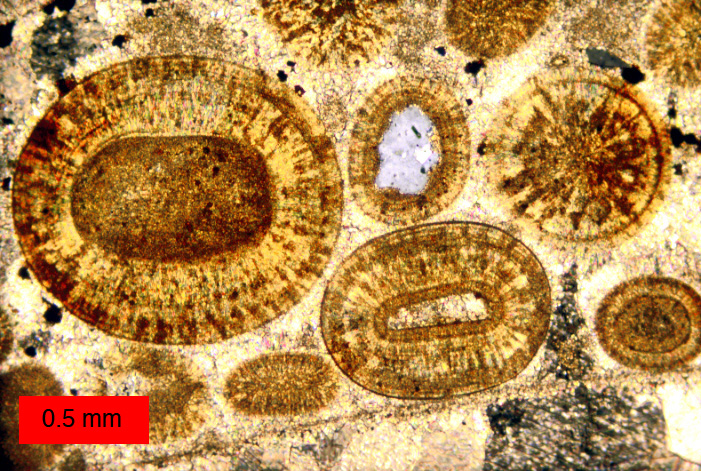
アメリカ合衆国の南部ユタ州から産出したジュラ紀のウーイド。微粒方解石が核の周囲を同心円状に覆っている。

生物骨格粒子や石英粒子から構成される核が、アラレ石またはマグネシウムに富む方解石の微細な結晶からなる殻に覆われている。殻には同心円状のラミナが卓越する。長軸がラミナと垂直方向に配列する針状アラレ石結晶で構成されるものは、球状あるいは亜球状の形状を示す。一般に粒径は0.2 - 0.5ミリメートル程度のものが多いが、数ミリメートルに達するものも稀にある。同じく浅海域で化学的過程を経て構成される被覆粒子のうち、2ミリメートル以上を超えるものはピソイドと呼ばれる。
現世のウーイドの殻の構成鉱物はアラレ石やマグネシウムに富む方解石であるが、過去にはマグネシウムに乏しい方解石で構成されていた時期もあり、それぞれの時期が周期的に繰り返されている。Sandberg curve とも呼ばれるこの構成鉱物の変化は温室期と氷室期の変化と同調しており、大気中の二酸化炭素分圧の変化や海洋中のマグネシウム(Mg)/カルシウム(Ca)比の変化が原因の候補に挙げられている。Mg/Ca比の変動の理由は、活発な中央海嶺などで噴出した玄武岩が緑色片岩に変成する過程で、Caイオンが海水中に放出されてMgイオンが海水から除去されるためと考えられている。

## 形成
現世のウーイドは、炭酸カルシウムに対する過飽和度と水のエネルギーそして塩濃度が高い、温暖な極浅海環境で形成される。こうした環境下で波浪による転動を受け、核粒子に炭酸カルシウムが付着して形成されていくと考えられている。一方で、新たな説としてシアノバクテリアの寄与も提唱されている。
現世のウーイドはバハマ堆、ペルシャ湾、シャーク湾が形成の場として知られている。日本でも、ウーイドに富む石灰岩は空知-蝦夷帯、南部北上帯、美濃帯、秋吉帯、秩父帯などで報告されており、古環境復元に利用されている。